# ミルリトン

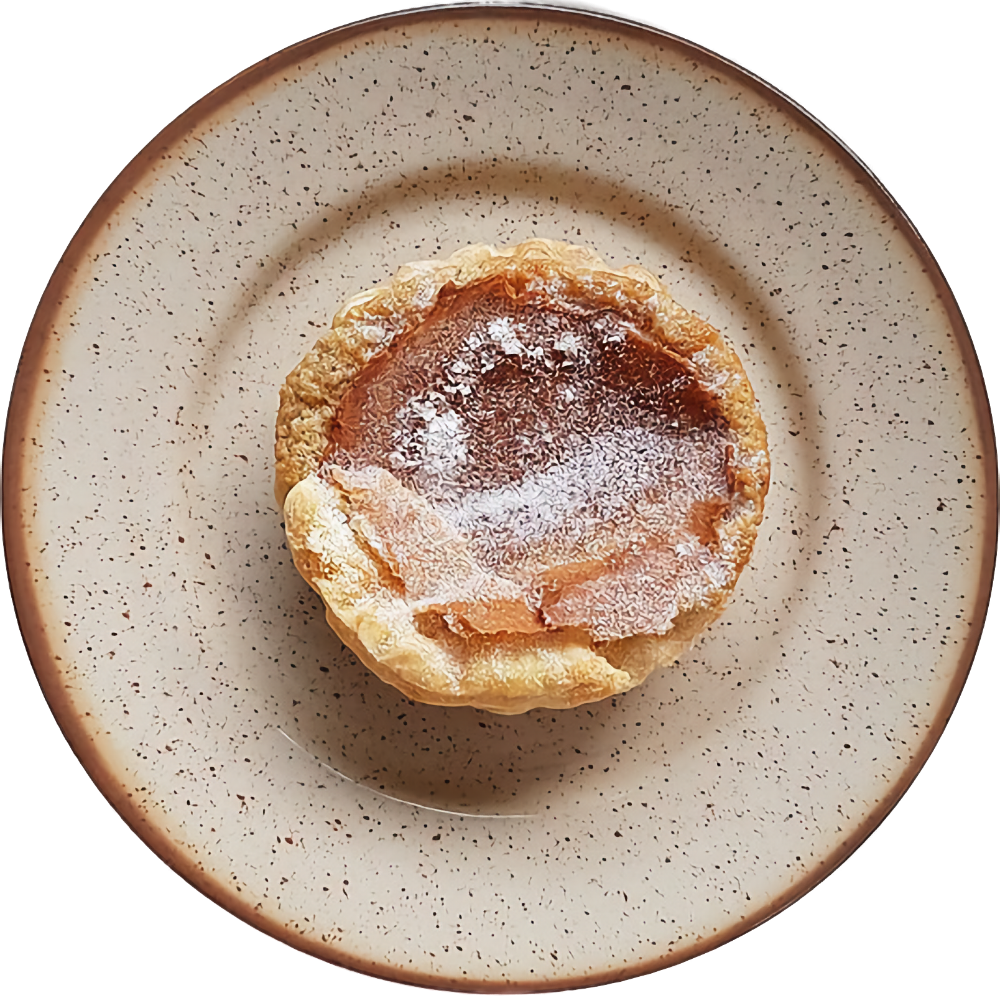
ミルリトン・ド・ルーアン

ミルリトン、ミルリトン・ド・ルーアン、ルーアンのミルトリン（フランス語: mirlitons de Rouen）は、フランス・ルーアンの伝統菓子。
生クリームを入りアーモンドクリームをパイ生地に詰めて焼いた菓子である。パイ生地にはパート・ブリゼやパート・フィユテが使われる。
食材の配合や呼び名を少しずつ変えながらフランス各地に同様に菓子が点在しており、様々なバリエーションがある。一例としてパリ近郊では、オレンジの花の水で香りをつけたクリームを詰めたり、アプリコットジャムを加える。アミアンのミルリトン、ミルリトン・ダミアン（mirlitons d'Amiens）はアーモンドクリームに生クリームを入れない。
1840年頃のピエール・ラカンの記述によれば、ミルリトンはノルマンディ全土で作られていた。その当時も上述のように様々なバリエーションはあったようだが、ラカンはルーアン産の上質な生クリームを使ったミルリトンより美味しいミルリトンは無いと断言している。
ただし、現在ではルーアンでもアミアンでもミルリトンは「古い菓子」として、店舗ではほとんど販売されていない。
「ミルトリン（mirliton）」の語は、菓子以外にも楽器のユーナック・フルートのフランス語名や、ルイ15世のルイドール金貨、騎兵の帽子・ミルリトン帽にも使われる語である。